# 马鞍山水库 (枞阳)
马鞍山水库是中国安徽省枞阳县境内的一座水库，位于长江支流横埠河上，建于1960年。水库正常库容为380万立方米，集雨面积为42平方千米，海拔为51.7米。